# Rennstrecke Dessau
Die Rennstrecke Dessau war eine der ersten Motorsport-Rennstrecken in Deutschland in der Nähe von Dessau.

## Geschichte

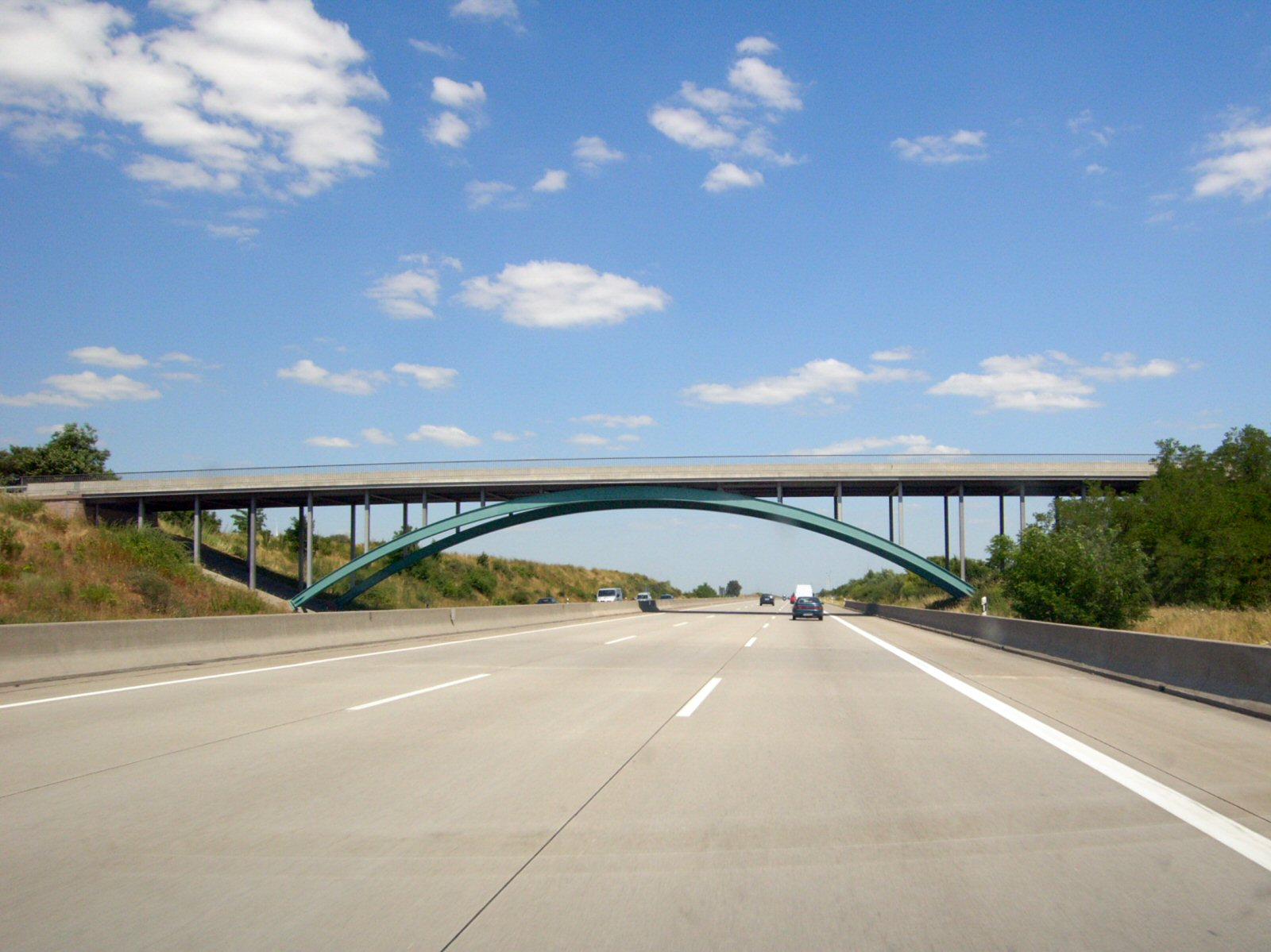
Stahlbogenbrücke zwischen Zschepkau und Thalheim

Der Dessauer Abschnitt der Autobahn A 9 wurde bereits bei der Planung der Reichsautobahn als Rekordstrecke vorgesehen. Die Autobahn besitzt in diesem Bereich keinen Mittelstreifen, und die Brücken über die Autobahn wurden als pfeilerlose Stahlbogenbrücken ausgeführt.
Beim Bau der Reichsautobahn Berlin–Halle–Leipzig war in der Nähe von Dessau ein Straßenbelag aus Betonplatten geplant, 25 Meter breit, 10 Kilometer oder auch 10 Meilen lang, ohne Kurven – ideale Bedingungen für Höchstgeschwindigkeiten. Im Februar 1938 stellte Rudolf Caracciola auf der Reichsautobahn bei Dessau mehrere internationale Rekorde auf. In einem Mercedes-Benz W 125 mit Vollstromlinienkarosserie erreichte er am 9. Februar 1939 bei fliegendem Start über eine Meile eine Durchschnittsgeschwindigkeit von 399,6 km/h. Ein anderes Projekt wurde bedingt durch den Zweiten Weltkrieg nicht mehr verfolgt: Bei Mercedes-Benz plante man den Bau eines Weltrekordwagens mit einem 12-Zylinder-Flugmotor und etwa 3500 PS Leistung, der den Landgeschwindigkeitsrekord ins Deutsche Reich holen sollte. Hans Stuck sollte mit dem Mercedes-Benz T 80 die bis dato nicht erreichte 600-km/h-Grenze durchbrechen und zwar auf deutschem Boden, nachdem ab Ende der 1920er-Jahre alle Geschwindigkeitsweltrekorde in den USA, zuerst in Daytona Beach und später in der Großen Salzwüste in Utah, aufgestellt worden waren. Die ca. 22 km lange gerade Strecke auf der Reichsautobahn zwischen Dessau und Halle wurde als dafür ausreichend erachtet.

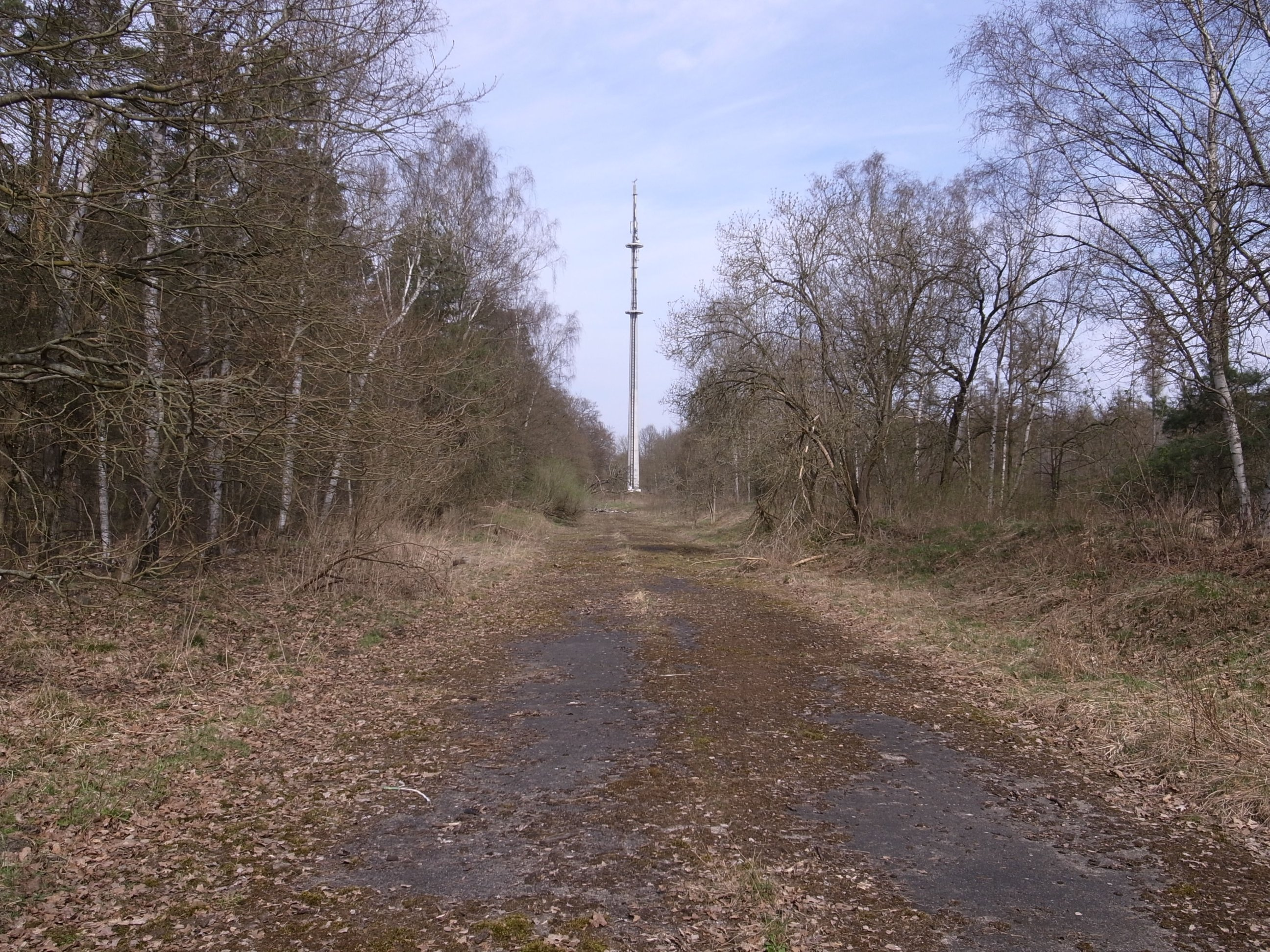
Ehemaliger Start/Ziel-Bereich

Die Nutzung als Reservelandebahn für die Luftwaffe wäre auf dem Streckenabschnitt bei Dessau möglich gewesen. Hierfür finden sich jedoch keine Belege und auch in der Praxis sind dort wohl keine Flugzeuge gelandet.
Ab 1949 bis 1956 gab es insgesamt sechs Rennveranstaltungen auf der Dessauer Autobahn, die von einer weiteren Rekordfahrtveranstaltung 1954 ergänzt wurden. Hier gab es Deutsche Meisterschaftsläufe für Motorräder, Seitenwagenmaschinen und auch Rennwagen mit bis zu 4000 cm³ Hubraum. Prominentester Rennfahrer war Hans Stuck. Die berühmte Jugendkurve wurde 1952 gebaut. 1956 fand das letzte Rennen statt, weil auf Grund des zunehmenden Verkehrs und des Ausbaus als Transitstrecke nach West-Berlin eine Sperrung der Autobahn für Sportveranstaltungen nicht mehr vertretbar war.

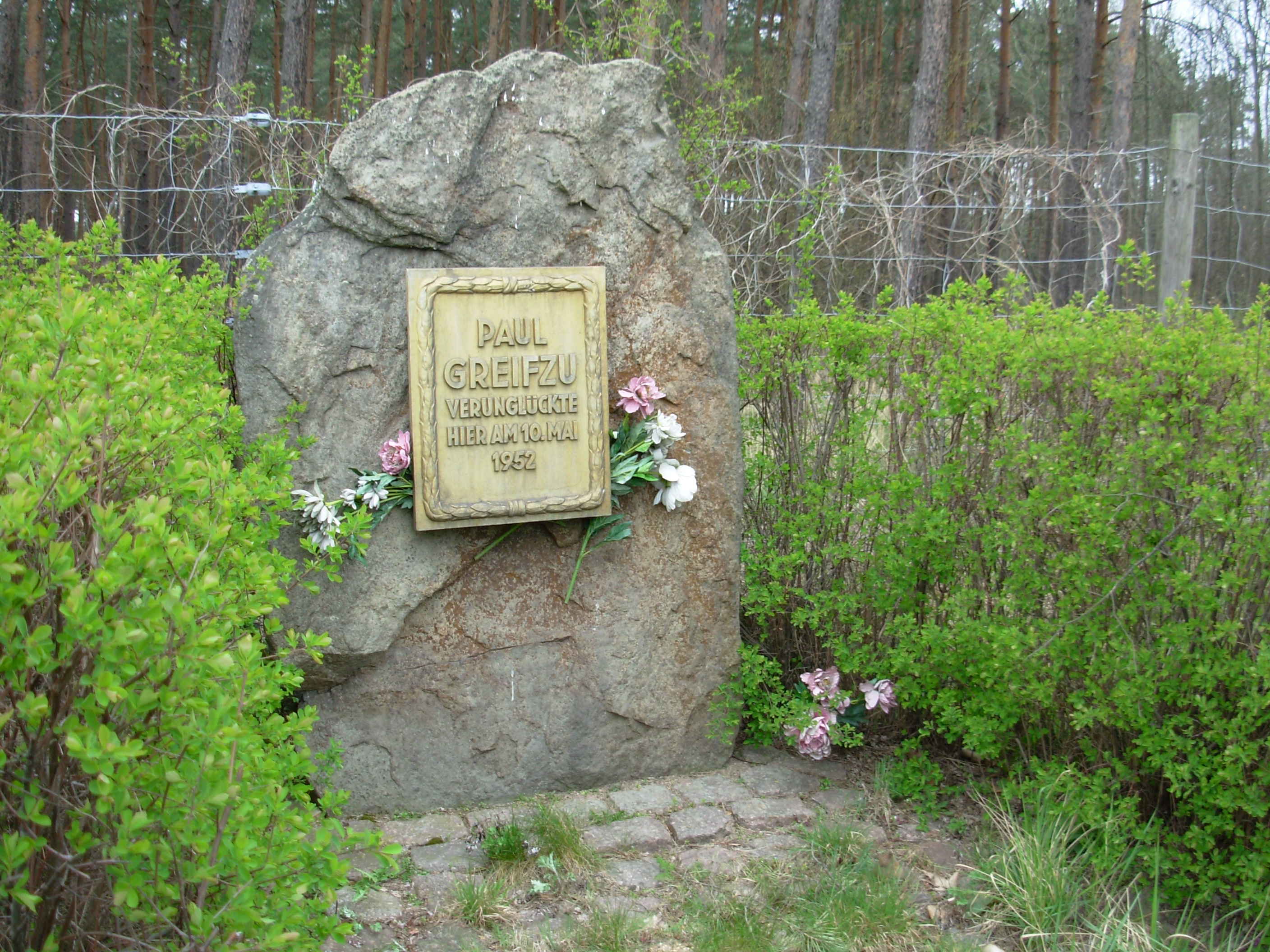
Gedenkstein für Paul Greifzu an ursprünglicher Stelle

Unmittelbar hinter der Grenze des Dessauer Stadtgebietes befindet sich direkt an der Autobahn ein Gedenkstein. Hier wird an den am 10. Mai 1952 bei einer Trainingsfahrt zum 3. Dessauer Autobahnrennen ums Leben gekommenen Rennfahrers Paul Greifzu aus Suhl erinnert. Der Gedenkstein wurde später in das Paul-Greifzu-Stadion nach Dessau umgesetzt. Heute erinnert eine Gedenkstele an selber Stelle an den erfolgreichen Rennfahrer. Das aus Trümmerschutt der im Zweiten Weltkrieg stark zerstörten Stadt bis 1952 errichtete Stadion in Dessau erhielt seinen Namen.
Der Autobahnabschnitt wurde zu DDR-Zeiten als Autobahn-Behelfsflugplatz vorgehalten. Die nicht benutzte, dritte Spur wurde für Kontrollen des Transitverkehrs genutzt.

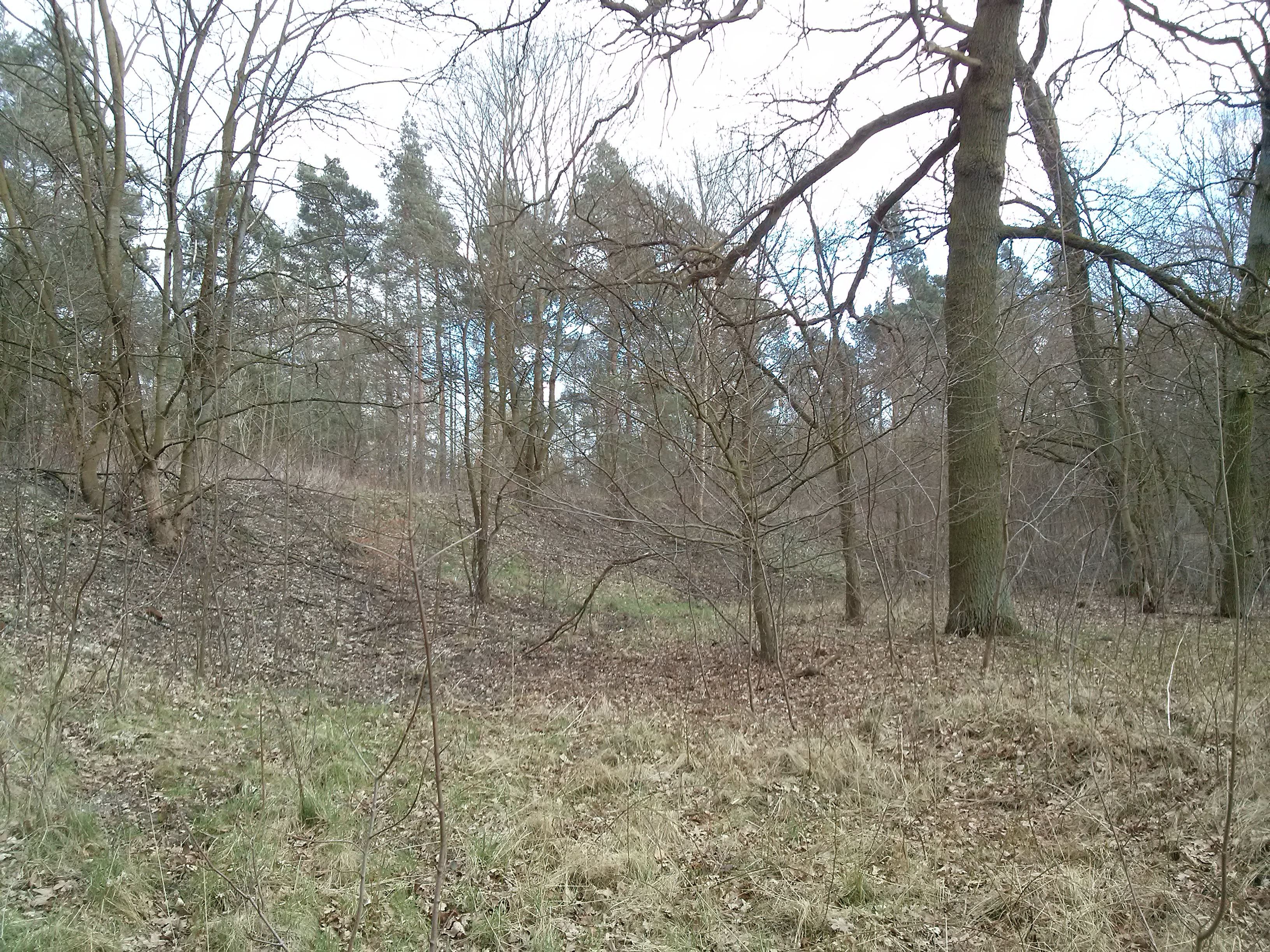
Reste der ehemaligen Steilkurve

## Gegenwärtiger Zustand
An der Autobahn-Abfahrt Dessau-Süd in Richtung Dessau sind nach ca. 500 Metern rechts noch Reste der ehemaligen Steilkurve zu sehen.
Die vier pfeilerlosen Stahlbogenbrücken wurden beim sechsspurigen Ausbau der A 9 saniert. Beim Ausbau im Jahre 1995 wurde der Abschnitt 3+1+3 durchgehend betoniert. Auf der Mittelspur wurden beidseits Betongleitwände aufgestellt, der dazwischen liegende Raum mit Erde gefüllt sowie bepflanzt. In Teilbereichen wurden Lärmschutzwälle errichtet, an der Strecke wurde ein Rastplatz eingerichtet.